# Oncidium tigrinum
Oncidium tigrinum là một loài thực vật có hoa trong họ Lan. Loài này được Lex. mô tả khoa học đầu tiên năm 1825.